# Tadler
Tadler (Luxemburgs: Toodler) is een kleine plaats in Luxemburg. Het ligt in de gemeente Esch-sur-Sûre in het Kanton Wiltz nabij Ringel.
In Tadler bevindt zich een rooms-katholieke kerk en een camping.
Bonnal · Dirbach · Eschdorf · Heiderscheid · Heiderscheidergrund · Hierheck · Insenborn · Lultzhausen · Merscheid · Neunhausen · Ringel · Tadler

Luxemburgse gemeenten · Kanton Wiltz · Luxemburg